# Алексеев, Иван Иванович (партийный деятель)
Иван Иванович Алексеев (июль 1895, дер. Славитино, Старорусский уезд, Новгородская губерния, Российская империя — 25 февраля 1939, Москва, РСФСР) — советский партийный и государственный деятель, первый секретарь Новосибирского обкома ВКП(б) (1937—1938), и. о. председателя Свердловского облисполкома (1937). Расстрелян в 1939 году, реабилитирован посмертно.

## Биография
Родился в июле 1895 года в семье рабочего-сталевара.
В 1908 г. закончил 3 класса городского училища Санкт-Петербурга. Будучи учащимся, подрабатывал курьером, а после окончания училища работал слесарем на Путиловском заводе.
В феврале 1916 г. был арестован за участие в стачке и направлен рядовым в дисциплинарный батальон. Но уже в августе 1916 г. вернулся в Петроград, был учеником-оружейником, затем — оружейником 700-го Елатомского полка.
С апреля 1917 г. снова работал на Путиловском заводе, был председателем цехового комитета, в мае 1917 года вступил в РСДРП(б).
В 1917—1918 гг. состоял в Красной Гвардии Петрограда.
С июня по декабрь 1918 г. был помощником коменданта, начальником хозяйственной команды Петергофского районного военного комиссариата (Петроград).
С 1918 по 1919 г. — член Тройки по обучению коммунистов Петергофского районного комитета РКП(б) (Петроград).
С 1919 по 1926 г. служил в РККА.
В сентябре 1926 г. был назначен директором завода «Электрик».
В 1928 г. перешёл на партийную работу: сначала был секретарём парткома завода «Красный путиловец» (бывший Путиловский завод), с апреля по декабрь 1931 г. — председатель Ленинградского областного комитета Союза работников машиностроения, в декабре 1931 г. был назначен секретарём Нарвского (с декабря 1934 — Кировского) районного комитета ВКП(б) Ленинграда.
26 января—10 февраля 1934 года делегат XVII съезда ВКП(б).
15 июня 1937 г. решением Политбюро ЦК ВКП(б) был направлен в Свердловскую область и 20 июля 1937 г. решением областного совета был назначен на должность и. о. председателя председателя исполнительного комитета Свердловского областного Совета. Через 3 месяца в октябре 1937 г. переведён в Новосибирск на должность второго секретаря областного комитета ВКП(б). После назначения первого секретаря обкома Р. И. Эйхе наркомом земледелия СССР, стал исполняющим обязанности первого секретаря Новосибирского областного комитета ВКП(б), а в июле 1938 г. был окончательно утверждён в должности.
Член Центральной Ревизионной Комиссии ВКП(б) (1934—1938). Член ВЦИК 15-го созыва и депутат Верховного Совета СССР I-го созыва. Делегат XVII съезда ВКП(б).
Место проживания : г. Новосибирск, ул. Рабочая, 8.
12 ноября 1938 г. был арестован. Внесен в список Л.Берии-А.Вышинского от 15 февраля 1939 г. по 1-й категории.  25 февраля 1939 г. осуждён Военной коллегией Верховного Суда СССР в Москве по обвинению в участии в «участии в контрреволюционной террористической правотроцкистской организации» и приговорён к расстрелу. Расстрелян в тот же день в одной группе осужденных ВКВС СССР из 28 человек.  Место захоронения — «могила невостребованных прахов» № 1 крематория Донского кладбища.
11 апреля 1956 г. Военной коллегией Верховного суда СССР был реабилитирован посмертно.

## Награды и звания
- орден Ленина (7.06.1931) — за особо выдающиеся заслуги в области изобретательства и внесения рационализаторских предложений по организации передовых ударных бригад, содействовавшие увеличению продукции завода «Красный путиловец» по тракторостроению и тем самым развитию социалистического хозяйства.